# 1970-es Formula–1 francia nagydíj
Az 1970-es Formula–1 világbajnokság hatodik futama a francia nagydíj volt.

## Futam
A francia nagydíjat az előző évhez hasonlóan ismét Clermont-Ferrand-ban rendezték. Denny Hulme visszatért a mezőnybe, míg Surtees távolmaradt F1-es autójának felkészítése miatt. A Ferrarinál ezúttal Giunti vezette a második autót Ickx mellett. Rindt, aki sosem kedvelte a pályát (a kanyargós, hullámzós pályától rosszul lett), a hatodik helyet szerezte meg, annak ellenére, hogy az edzésen egy kő verődött fel az arcába. A pole-ból Ickx indult Beltoise, Amon, Stewart és Brabham előtt.
A rajtnál Ickx állt az élre. Stewart gyújtási probléma miatt adta fel a futamot, míg Amon Rindt mögé csúszott vissza. A 15. körben a vezető Ickx motorja tönkrement, a vezető pozíció Beltoise-é lett. A 26. körben a francia lassú defektet kapott, így Rindt utolérte és megelőzte, majd győzött is. Amon a második helyen ért célba, Brabham harmadik, Hulme negyedik lett.
| Helyezés | #  | Versenyző            | Csapat/Motor       | Futott körök | Idő/Kiesés oka      | Rajthely | Pontszám |
| -------- | -- | -------------------- | ------------------ | ------------ | ------------------- | -------- | -------- |
| 1        | 6  | Jochen Rindt         | Lotus-Ford         | 38           | 1h55:57,0           | 6        | 9        |
| 2        | 14 | Chris Amon           | March-Ford         | 38           | + 7,61              | 3        | 6        |
| 3        | 23 | Jack Brabham         | Brabham-Ford       | 38           | + 44,83             | 5        | 4        |
| 4        | 19 | Denny Hulme          | McLaren-Ford       | 38           | + 45,66             | 7        | 3        |
| 5        | 20 | Henri Pescarolo      | Matra              | 38           | + 1:19,42           | 8        | 2        |
| 6        | 32 | Dan Gurney           | McLaren-Ford       | 38           | + 1:19,65           | 17       | 1        |
| 7        | 22 | Rolf Stommelen       | Brabham-Ford       | 38           | + 2:20,16           | 14       |          |
| 8        | 7  | John Miles           | Lotus-Ford         | 38           | + 2:47,17           | 18       |          |
| 9        | 1  | Jackie Stewart       | March-Ford         | 38           | + 3:09,61           | 4        |          |
| 10       | 8  | Graham Hill          | Lotus-Ford         | 37           | + 1 kör             | 20       |          |
| 11       | 2  | François Cevert      | March-Ford         | 37           | +1 kör              | 13       |          |
| 12       | 4  | George Eaton         | BRM                | 36           | + 2 kör             | 19       |          |
| 13       | 21 | Jean-Pierre Beltoise | Matra              | 35           | Kifogyott üzemanyag | 2        |          |
| 14       | 11 | Ignazio Giunti       | Ferrari            | 35           | + 3 kör             | 11       |          |
| HN       | 16 | Andrea de Adamich    | McLaren-Alfa Romeo | 29           | Helyezés nélkül     | 15       |          |
| Kiesett  | 12 | Jo Siffert           | March-Ford         | 23           | Baleset             | 16       |          |
| Kiesett  | 18 | Ronnie Peterson      | March-Ford         | 17           | Differenciálmű      | 9        |          |
| Kiesett  | 10 | Jacky Ickx           | Ferrari            | 16           | Motorhiba           | 1        |          |
| Kiesett  | 3  | Pedro Rodríguez      | BRM                | 6            | Váltó               | 10       |          |
| Kiesett  | 5  | Jackie Oliver        | BRM                | 5            | Motorhiba           | 12       |          |
| NK       | 24 | Silvio Moser         | Bellasi-Ford       |              |                     |          |          |
| NK       | 9  | Alex Soler-Roig      | Lotus-Ford         |              |                     |          |          |
| NK       | 25 | Pete Lovely          | Lotus-Ford         |              |                     |          |          |

## Statisztikák
Vezető helyen:
- Jacky Ickx: 14 (1-14)
- Jean-Pierre Beltoise: 11 (15-25)
- Jochen Rindt: 13 (26-38)

Jochen Rindt 4. győzelme, Jacky Ickx 5. pole-pozíciója, Jack Brabham 11. leggyorsabb köre.
- Lotus 39. győzelme.